# Octomeles sumatrana
Octomeles sumatrana là một loài thực vật thuộc họ Tetramelaceae (trước đây là một phần của họ Datiscaceae). sometimes written O. sumatranum. Loài này có ở Brunei, Indonesia, Malaysia, Papua New Guinea, Philippines, và quần đảo Solomon. Đây là loài duy nhất trong chi Octomeles.